# 이주영 (1951년)
이주영(李柱榮, 1951년 9월 30일 ~ )은 대한민국의 정치인으로, 제16·17·18·19·20대 국회의원이다.

## 학력
- 1958년 완월국민학교 입학
- 1964년 서울혜화국민학교 졸업
- 1967년 중앙중학교 졸업
- 1970년 경기고등학교 졸업
- 1974년 서울대학교 법과대학 법학 학사
- 1981년 서울대학교 대학원 법학 석사
- 2002년 경남대학교 북한대학원 정치학 석사

## 경력
- 1978년 제20회 사법시험 합격
- 1980년 서울지방법원 동부지원 판사
- 1982년 서울가정법원 판사
- 1983년 서울민사지방법원 판사
- 1984년 청주지방법원 판사
- 1986년 서울형사지방법원 판사
- 1989년 서울지방법원 북부지원 판사
- 1990년 서울고등법원 판사
- 1990년 ~ 1991년 영국 런던대학교 교육파견
- 1992년 ~ 1994년 대법원 재판연구관
- 1994년 부산지방법원 부장판사
- 1995년 ~ 2000년 이주영 법률사무소 변호사 활동
- 2005년 3월 ~ 2006년 6월 경상남도 정무부지사
- 2014년 2월 ~ 2014년 12월 제17대 해양수산부 장관
- 2020년 5월 ~ 법무법인 명재 고문변호사
- 유엔한국협회 고문
- 2021년 6월 ~ : 한국주민자치중앙회 총재
- 자유와 공정포럼 공동대표
- 경남의힘정책포럼 출범
- 2023년 1월 : 헌법개정 및 정치제도 개선 자문위원회 공동위원장
- 2024년 2월 ~ : 세계도덕재무장 (MRA/IC) 한국본부 총재
- 2024년 4월 ~ 2024년 4월 : 르완다 대학살 30주기 (Kwibuka30) 추모식 대통령 특사
- 2025년 5월~2025년 6월: 제21대 대통령 선거 국민의힘 김문수 대통령 후보 자문 및 보좌 기관 상임고문역

## 정치 활동
- 2000년 5월 ~ 2004년 5월 제16대 한나라당 국회의원(경남 창원 을)
- 한나라당 정책위원회 부의장
- 한나라당 제1정책조정위원장
- 한나라당 인권위원장
- 국회 법제사법위원회 위원
- 2006년 7월 재보선에서 경남 마산갑에서 당선
- 2006년 7월 ~ 2008년 5월 제17대 한나라당 국회의원(경남 마산갑)
- 한나라당 정책위원회 수석부의장
- 한나라당 정책위원회 의장
- 2008년 5월 ~ 2012년 5월 제18대 한나라당 국회의원(경남 마산갑)
- 국회 법제사법위원회 위원
- 한나라당 경남도당 위원장
- 18대 국회 후반기 예산결산특별위원회 위원장
- 국회 미래한국헌법연구회 공동대표
- 2010년 사법제도개혁 특별위원회 위원장
- 2011년 5월 ~ 2012년 2월 : 한나라당 정책위원회 의장
- 2012년 2월 ~ 2012년 5월 : 새누리당 정책위원회 의장
- 2012년 5월 ~ 2016년 5월 : 제19대 새누리당 국회의원(경남 창원마산합포구)
- 2013년 5월 ~ 2015년 6월 : 새누리당 여의도연구원 원장
- 2016년 5월 ~ 2017년 2월 제20대 새누리당 국회의원(경남 창원마산합포구)
- 2016년 6월 ~ 2018년 6월 : 제20대 국회 전반기 외교통일위원회 위원
- 2017년 2월 ~ 2020년 5월 : 제20대 자유한국당 국회의원(경남 창원시마산합포구)
- 2016년 12월 ~ 2017년 12월 : 국회 헌법개정특별위원회 위원장
- 2017년 11월 ~ 2017년 12월 : 자유한국당 인재영입위원회 위원장
- 2018년 5월 ~ 2018년 6월 : 자유한국당 6·13 지방선거 중앙선거대책위원회 고문
- 2018년 7월 ~ 2020년 5월 : 제20대 후반기 국회부의장
- 2018년 7월 ~ 2020년 5월 : 제20대 국회 후반기 국방위원회 위원
- 2018년 12월 ~ 2020년 2월 : 자유한국당 경남도당 창원마산합포구 당협위원장
- 2019년 2월 : 자유한국당 북핵외교안보특별위원회 고문
- 2019년 5월 : 여의도연구원 차세대브랜드위원회 고문
- 2019년 6월 : 보수의 새길 ABC 상임공동대표
- 2020년 3월 ~ 2020년 4월 : 미래통합당 4·15총선 중앙선거대책위원회 부산·울산·경남 권역별 선거대책위원장 겸 경남 총괄선거대책위원장
- 2020년 7월 ~ 2020년 9월 : 미래통합당 국책자문위원장
- 2020년 9월 ~ 2024년 4월 : 국민의힘 국책자문위원장
- 2021년 3월 ~ 2021년 4월 : 국민의힘 4.7 재보궐선거 중앙선거대책위원회 시정자문단 총괄단장
- 2023년 5월 ~ : 국민의힘 상임고문
- 2025년 1월 ~ : 국민의힘 국책자문위원장

## 주요 활동

### 가정성폭력 대책마련 논의 촉발한 김보은양 사건 담당판사
이주영 의원은 서울고등법원 판사시절, 의붓아버지로부터 성폭행을 당하다 남자친구와 함께 의붓아버지를 살해한 ‘김보은양 사건’에서 살인사건으로는 이례적으로 징역 3년에 집행유예 5년이라는 파격적으로 관대한 판결을 내려 주목을 받았으며, 가정 내 성폭력 문제에 대한 공론화의 계기를 마련하여 성폭력특별법 제정으로 이어졌다.

### 권력형 비리 저격수
이주영 의원은 야당의원이자 초선의원이던 당시 동방금고 불법대출 사건과 관련된 사설 펀드에 권력실세들이 연관되어 있다는 ‘정현준 게이트’를 비롯하여, 주가조작으로 권력형 비리의 결정판이라 불린 ‘이용호 게이트’, 특검이 실시되어 대북 비밀 송금의 실체가 드러난 ‘대북비밀송금게이트’, 그리고 김대중 전 대통령 세 아들의 부정재산축적사건 등 정권의 심장부를 겨눈 공격의 전면에 나서 저격수로 불리기도 하였다.

### 이주영 의원 안풍사건 무죄변론
신한국당이 1996년 15대 총선에서 안기부의 예산을 가지고 선거 자금으로 사용했다는 의혹이 제기되었던 사건으로, 2001년 당시에는 안기부 예산을 빼돌린 것이라는 의혹에 따라 강삼재 전 한나라당 의원과 김기섭 전 안기부 운영차장이 국고 등의 손실 혐의로 기소되었으나, 이주영 의원은 이 사건의 변론을 담당하여 예산횡령이 아님을 밝혀내 무죄판결을 이끌어 내었다.

### 이주영 의원 사개특위 위원장으로서 사법제도개혁, 법조일원화 등 달성
이주영 의원은 사법제도개혁특위 위원장으로서 민의를 바탕으로 한 국회에서 최초였던 사법개혁을 주도하여, 법조일원화 제도를 도입해 일정 기간(10년) 이상의 경력자만이 법관이 될 수 있도록 했고, 법관과 검사 등은 퇴직 전 근무기관의 관련 사건을 퇴임 후 1년 동안 수임하지 못하도록 전관예우금지법을 마련하는 성과를 냈다.

### 부부의 날 법정기념일 제정
이주영 의원은 가정 붕괴가 가속화되면서 심각한 사회문제가 되고 있는 상황에서 건강한 가족문화를 정착시키고자 가정의 달에 둘이 하나가 되는 것이 부부라는 의미에서 5월 21일을 부부의 날로 지정하여 법정기념일로 제정하는데 앞장서기도 하였다.

### 2023년 제25회 세계스카우트잼버리 새만금 유치
이주영 의원은 세계스카우트의원연맹 부총재이자 국회스카우트의원연맹 회장으로서 전북 부안 새만금 지역에 2023년 제25회 세계스카우트잼버리 한국유치위원회의 위원장을 맡아 2017.8.16. 아제르바이잔 바쿠에서 개최된 세계 스카우트연맹 총회에서 경쟁국 폴란드를 607대 365로 물리치고 한국 유치에 결정적인 기여를 하였다. 이를 통해 세계 청소년들의 축제를 통해 한국을 널리 알리고, 전북지역의 발전을 도모할 수 있는 계기를 만들었다.

### 세월호 참사 당시
세월호 침몰 사고 때 해양수산부 장관으로서 136일간 진도 팽목항에서 한발짝도 떠나지 않고 실종자와 유가족을 다독였다. 청문회 때 국회가 해수부 장관인 이 의원을 부르려 하자 가족들이 말렸던 일화도 있다. "너 때문에 우리 애가 죽었다"는 말에 "제 잘못입니다. 죄송합니다"라며 고개를 숙였다. 진도군청 사무실 간이침대에서 새우잠을 잤고 김밥으로 끼니를 때웠다고 한다. 검은색 점퍼와 하얗게 바랜 머리카락, 텁수룩한 수염을 하고 있었다고 한다. 진보 진영 내에서도 호평이 나왔다. 조국 당시 서울대 법학전문대학원 교수는 "그의 낮은 자세와 묵묵한 모습을 배우고 싶다. 이런 사람이라면 유임해도 좋겠다는 생각이 들었다"라고 발언하였다.
하지만 어떤 책임을 졌는지 불분명하다는 비판도 제기되었다. 김익한 명지대 기록정보과학전문대학원 원장은 프레시안 기고에 "(이주영은) 해수부 장관으로서 아무것도 하지 않았다. 수염을 깎고 서울로 오면서 '팽목항 영웅'이 됐다. 장관직을 사퇴하고 원내대표 경선에 나섰다"며 "진도에서의 '수염'을 팔아 정치를 한다고 해석한다"고 비판하였다.

## 역대 선거 결과
|  | 16.19% |

|  | 44.13% |

|  | 37.80% |

|  | 47.50% |

|  | 71.95% |

|  | 68.82% |

|  | 65.25% |

## 소속 정당
| 소속 정당 | 소속 정당  | 소속 기간 | 비고      |
| --------- | ---------- | --------- | --------- |
|           | 민주당     | 1995      | 정계 입문 |
|           | 통합민주당 | 1995~1996 | 합당      |
|           | 민주당     | 1996~1997 | 당명 변경 |
|           | 한나라당   | 1997~2004 | 합당      |
|           | 무소속     | 2004~2006 | 탈당      |
|           | 한나라당   | 2006~2012 | 복당      |
|           | 새누리당   | 2012~2017 | 당명 변경 |
|           | 자유한국당 | 2017~2020 | 당명 변경 |
|           | 미래통합당 | 2020      | 합당      |
|           | 무소속     | 2020~2021 | 탈당      |
|           | 국민의힘   | 2021~현재 | 복당      |

## 같이 보기
- 창원시 을
- 창원시의 국회의원
- 마산시 갑
- 마산시의 국회의원
- 창원시 마산합포구 (선거구)
- 창원시 마산합포구의 국회의원
- 경상남도 부지사
- 대한민국의 해양수산부 장관
- 대한민국의 국회부의장